# Huỳnh Phong Tranh
Huỳnh Phong Tranh (bí danh  Sáu Tranh; sinh ngày 12 tháng 1 năm 1955 tại Vĩnh Thuận Đông, Long Mỹ, Hậu Giang) là một chính khách Việt Nam. Ông nguyên là Ủy viên Ban Chấp hành Trung ương Đảng Cộng sản Việt Nam khóa X, XI, Tổng Thanh tra Chính phủ Việt Nam (2011-2016).

## Tiểu sử
- Tháng 1 năm 1973 đến 9 năm 1976: Cán bộ Văn phòng UBND Cách mạng huyện Long Mỹ, tỉnh Cần Thơ.
- Tháng 10 năm 1976 đến 10 năm 1983: Phó Văn phòng, rồi Chánh Văn phòng UBND huyện Long Mỹ, tỉnh Hậu Giang.
- Tháng 11 năm 1983 đến 10 năm 1986: Ủy viên Thư ký UBND huyện Long Mỹ, tỉnh Hậu Giang.
- Tháng 11 năm 1986 đến 8 năm 1989: Huyện ủy viên, Ủy viên Thư ký UBND huyện, rồi Phó Chủ tịch Thường trực UBND huyện Long Mỹ, tỉnh Hậu Giang.
- Tháng 9 năm 1989 đến 7 năm 1993: Ủy viên Ban Thường vụ Huyện ủy, Phó Chủ tịch Thường trực UBND huyện, rồi Phó Bí thư Huyện ủy, Chủ tịch UBND huyện Long Mỹ, Hậu Giang.
- Tháng 8 năm 1993 đến 1 năm 1996: Phó Chủ nhiệm Ủy ban Kế hoạch tỉnh Cần Thơ kiêm Trưởng ban Quản lý chương trình phát triển điện khí hóa nông thôn tỉnh. Trưởng ban Kinh tế-Ngân sách của HĐND tỉnh khóa V.
- Tháng 2 năm 1996 đến 12 năm 1999: Phó Giám đốc rồi Tỉnh ủy viên, Giám đốc Sở Kế hoạch và Đầu tư tỉnh Cần Thơ.
- Tháng 12 năm 1999 đến 11 năm 2003: Tỉnh ủy viên, Phó Chủ tịch UBND tỉnh Cần Thơ.
- Tháng 12 năm 2003 đến 6 năm 2006: Phó Bí thư Tỉnh ủy, Chủ tịch UBND tỉnh Hậu Giang.
- Tại Đại hội đại biểu toàn quốc lần thứ X của Đảng được bầu vào Ban Chấp hành Trung ương Đảng.
- Tháng 7 năm 2006 đến 8 năm 2007: Ủy viên Trung ương Đảng, Phó Trưởng ban Thường trực Ban Chỉ đạo Tây Nam Bộ.
- Tháng 9 năm 2007: Ủy viên Trung ương Đảng, Bí thư Tỉnh ủy Lâm Đồng.
- Tại Đại hội đại biểu toàn quốc lần thứ XI của Đảng được bầu vào BCH Trung ương Đảng khóa XI. Tại kỳ họp thứ nhất Quốc hội khóa XIII, được Quốc hội phê chuẩn làm Tổng Thanh tra Chính phủ.
- Tại Đại hội đại biểu toàn quốc lần thứ XII của Đảng (tháng 1 năm 2016) ông là một trong bốn trường hợp quá tuổi, được BCH Trung ương Đảng khóa XI giới thiệu để tái cử tuy nhiên ông không được bầu lại vào BCH Trung ương Đảng khóa XII.
- Ngày 8 tháng 4 năm 2016, ông được Quốc hội khóa XIII miễn nhiệm chức vụ Tổng Thanh tra Chính phủ.

## Hoạt động
- Sáng 28.10, báo cáo Quốc hội về công tác phòng chống tham nhũng năm 2015, Tổng thanh tra Chính phủ Huỳnh Phong Tranh cho biết: "Tình trạng nhũng nhiễu trong khu vực công còn phổ biến, biểu hiện qua nạn hối lộ, lót tay, chạy chọt khi giao dịch với các cơ quan công quyền. Đã xuất hiện tình trạng tham nhũng có tính lợi ích nhóm trong một số lĩnh vực. Tham nhũng vẫn là một trong những vấn đề bức xúc của xã hội hiện nay, là một nguy cơ gây mất ổn định chính trị, xã hội".[9]
- Năm 2014, ông Huỳnh Phong Tranh đã ký bổ nhiệm ông Lê Sỹ Bảy làm Vụ trưởng Vụ Thanh tra kinh tế ngành (Vụ I) khi đang bị tố cáo kê khai bằng cấp không trung thực, chưa minh bạch nguồn gốc tài sản gây bất bình trong chính nội bộ Thanh tra Chính phủ[10][11].
- Trong vòng 6 tháng trước khi nghỉ hưu, trong công tác cán bộ, ông Huỳnh Phong Tranh đã ký quyết định bổ nhiệm ồ ạt 35 trường hợp cán bộ, gồm 11 cấp vụ và 24 cấp phòng gây hoài nghi bức xúc và tạo dư luận không tốt trong xã hội, trong đó có một trường hợp là ông Nguyễn Mạnh Hường bị nghi ngờ không đủ tiêu chuẩn do đang có đơn thư khiếu nại[12][13][14][15][16]. Kết luận thanh tra việc thực hiện các quy định của pháp luật về bổ nhiệm chức vụ lãnh đạo, quản lý giai đoạn từ ngày 1 tháng 1 năm 2015 đến ngày 30 tháng 6 năm 2016 của Thanh tra Chính phủ từ Bộ Nội vụ cho thấy ông Huỳnh Phong Tranh đã bổ nhiệm 6 trường hợp sai quy định[17].

## Quan điểm
| “                   | Công tác thanh tra là bạn của dưới, tai mắt của trên. Nếu làm tốt công việc chúng tôi có thể giúp cho công tác điều hành của Chính phủ và giúp cho sự lãnh đạo của Đảng ngày càng sát thực tế hơn. Tôi cũng sẽ cố gắng là nếu có cám dỗ sẽ tránh, đồng thời giáo dục lực lượng công chức trong bộ máy của mình trung thành, trung thực và trong sạch để thực hiện nhiệm vụ tốt hơn. Tôi sẽ phát huy trách nhiệm, truyền thống cũ của người tiền nhiệm (Trần Văn Truyền). Đây cũng là nền tảng để tôi phấn đấu hơn nữa. Việc công khai thông tin với báo chí, tôi cũng sẽ thực hiện. Trong 3 năm qua, chúng ta không tụt không tăng có nghĩa là (tham nhũng) có tính ổn định. Chúng ta chưa đạt được kết quả như mong muốn là từng bước đẩy lùi tham nhũng. Đối với các đoàn đông người quá khích, đặc biệt là những đoàn mang màu sắc chính trị tại Hà Nội và Thành phố Hồ Chí Minh, Tổng Thanh tra Huỳnh Phong Tranh yêu cầu phải tiến hành cưỡng chế, các địa phương có đoàn đông người phải phối hợp để xử lý. Sau cưỡng chế, tiếp tục nắm tình hình, thu thập tài liệu chứng cứ để xử lý dứt điểm. | ” |
| — Huỳnh Phong Tranh | |   |